# Бускин, Виктор Данилович
Виктор Данилович Бускин (род. 8 марта 1945 года) — российский художник, врач-кардиолог, д.м.н., профессор, заслуженный врач РСФСР (1994), заслуженный художник РФ (2000), академик Российской академии художеств (2017).

## Биография
Родился 8 марта 1945 года.
В 1969 году — окончил лечебный факультет Саратовского медицинского института, в 1988 году — заочную аспирантуру по кардиологии на кафедре терапии ММСИ.
С 1996 года — действительный член Лазерной академии Российской Федерации
В 1999 году — защитил докторскую диссертацию, присвоено учёное звание профессора.
С 2003 года — вице-президент, действительный член Академии медико-технических наук.
В 2009 году — избран членом-корреспондентом Российской академии художеств от Отделения живописи.
С 2013 года — член-корреспондент РАЕН.
С 2017 года — академик Российской академии художеств от Отделения живописи.
До 2014 года — работал на медицинском поприще в области кардиологии, автор более 50 научных работ, в течение 35 лет руководил различными медицинскими учреждениями в стране и за рубежом, в том числе 2 года руководил советским здравоохранением в Сирии, являясь главным врачом центральной поликлиники Дамаска и в течение 21 года возглавлял поликлинику Управления делами Президента Российской Федерации.

## Творческая деятельность
Работает в области живописи и графики в жанре портрета, пейзажа, натюрморта и сюжетных картин.
Основные произведения: трилогия «Сказание об иконе Владимирской Богоматери»-1. «Боголюбимое место»(1995 г. х.м.,120х170); 2. «Сретение иконы Владимирской Богоматери жителями Москвы в 1395 г. на Кучковом поле» (1996 г. х.м.,120х170); 3. «Явление Божьей Матери Тамерлану в Ельце» (2008—2009 г. х.м.,150х200);
- триптихи: «Отечественная война 1812 года» — центральное полотно «Бородино. План Кутузова на сражение» (2011 г., 120х180, холст, масло); второе полотно триптиха: "Пленение французов: «Вот так мы их брали!!!» (2011 г., 120х 150, холст, масло); третье полотно триптиха «Бесславный конец. Сжигание Наполеоном знамён и штандартов французской армии после разгрома у города Красного» (2012 г., 120х 150, холст, масло);
- сюжетная картина «Юрий Гагарин на лётном поле аэродрома „Дубки“ г. Саратова в 1954 г.» (2014 г., 90х120, холст, масло)
- портреты: «Портрет Святейшего Патриарха Московского и Всея Руси Пимена» (1984 г., картон, масло, 60х40); «Портрет академика В. И. Вернадского» (2013 г., холст, масло, 102х80); «Портрет К. Э. Циолковского» (2014 г., холст, масло, 100х70); «Портрет С. П. Королёва» (2014 г., холст, масло, 90х70); «Портрет канцлера Горчакова» 2014 г. (2014 г., холст, масло, 100х 82).

Произведения представлены в государственных музеях и частных коллекциях в России и за рубежом.

## Награды
- Орден Дружбы (2005)[1]
- Заслуженный художник Российской Федерации (2000)[2]
- Заслуженный врач Российской Федерации (1994)[3]
- Значок «Отличнику здравоохранения» (1982)
- Медаль «В память 850-летия Москвы» (1997)
- Знак отличия «За заслуги в области здравоохранения» (2004)
- награды общественных организаций